# Forme linéaire
Pour les articles homonymes, voir Forme.
En algèbre linéaire, une forme linéaire sur un espace vectoriel est une application linéaire de cet espace vers son corps de base. En dimension finie, elle peut être représentée par une matrice ligne qui permet d’associer à son noyau une équation cartésienne. Dans le cadre du calcul tensoriel, une forme linéaire est aussi appelée covecteur, en lien avec l’action différente des matrices de changement de base.
L’ensemble de ces formes linéaires constitue aussi un espace vectoriel appelé espace dual, qui peut éventuellement être restreint au dual topologique des formes linéaires continues si l’espace source est un espace vectoriel topologique. L'étude spécifique qu'on leur accorde est motivée par le fait qu'elles jouent un rôle primordial en mathématiques, et en analyse, par exemple dans la théorie des distributions, ou dans l'étude des espaces de Hilbert.

## Définition
Soit E un espace vectoriel sur un corps commutatif K. Une forme linéaire sur E (ou covecteur de E) est une application φ de E dans K qui est linéaire, c'est-à-dire qui vérifie :

## Exemples
- L'application constante sur E de valeur 0K s'appelle la « forme linéaire nulle sur E ».
- L'application{\displaystyle {\begin{matrix}\varphi :&\mathbb {R} ^{2}&\longrightarrow &\mathbb {R} \\&(x,y)&\longmapsto &2x+3y\end{matrix}}}est une forme linéaire sur ℝ2.
- Plus généralement, les formes linéaires sur Kn sont les applications qui peuvent s'écrire sous la forme :{\displaystyle {\begin{matrix}\varphi :&K^{n}&\longrightarrow &K\\&{\vec {x}}&\longmapsto &a_{1}x_{1}+\ldots +a_{n}x_{n},\end{matrix}}}où {\displaystyle x_{1},\ldots ,x_{n}} sont les composantes du vecteur {\displaystyle {\vec {x}}\in K^{n}}. En particulier, les formes linéaires sur l'espace de matrices Mp,q(K) sont les applications qui peuvent s'écrire sous la forme φ(M) = Tr(MN), où Tr est l'application trace et N est une matrice fixée de Mq,p(K).
- Sur l'espace des applications continues de [a, b] dans ℝ, l'intégration {\displaystyle f\mapsto \int _{a}^{b}f(t)~{\rm {d}}t} est une forme linéaire[3].
- Si L1(Ω) est le ℂ-espace vectoriel des fonctions à valeurs complexes qui sont intégrables sur l'espace mesuré Ω, alors l'intégrale est une forme linéaire sur L1(Ω). Cela signifie que{\displaystyle \forall f,g\in \mathrm {L} ^{1}(\Omega ),~\forall \lambda \in \mathbb {C} ,\int (\lambda f+g)=\lambda \int f+\int g.}
- Toute évaluation d'une fonction. exemple : l'application qui à une fonction associe sa valeur en un point (φ(f)=f(2) par exemple) ou la valeur de sa dérivée en un point.
- Toute combinaison des coordonnées du vecteur. Exemple : la fonction qui renvoie une coordonnée ou la trace d'une matrice.
- La counité d’une coalgèbre est une forme linéaire.

## Représentations matricielles
L'écriture ci-dessus des formes linéaires sur ℝn, où les composantes d'un vecteur étaient ses coordonnées dans la base canonique, peut s'interpréter comme un produit matriciel de la matrice ligne (a1 … an) par la matrice colonne représentant ce vecteur : 

Plus généralement, si E est un K-espace vectoriel de dimension finie n, une base de E étant donnée, les n coordonnées dans cette base d'un vecteur {\displaystyle {\vec {x}}\in E} sont ordonnées sous forme de vecteur colonne :
Toute forme linéaire sur E est alors représentée par une matrice ligne à n composantes :
ce qui signifie que
Selon la convention de sommation d'Einstein, ce résultat peut se noter {\displaystyle \varphi ^{i}x_{i}} et est un scalaire (en réalité une matrice (1, 1)).

## Propriétés
- Si φ est une forme linéaire non nulle, alors :
  - φ est surjective, c'est-à-dire que son image est égale au corps de base ;
  - son noyau ker(φ) est un hyperplan de E, c'est-à-dire que les supplémentaires de ker(φ) sont des droites vectorielles.
- Réciproquement, tout hyperplan de E est le noyau d'au moins une forme linéaire (ipso facto non nulle).

- Une forme est combinaison linéaire d'un ensemble fini de formes données si (et seulement si) son noyau contient l'intersection des leurs[4]. En particulier, deux formes non nulles sont proportionnelles si (et seulement si) elles ont pour noyau le même hyperplan.

## Espace dual
L'ensemble des formes linéaires sur E est un sous-espace vectoriel de l'espace vectoriel KE des applications de E dans K. On l'appelle le dual de E et il est noté E* ou hom(E, K).
On note parfois {\displaystyle \langle \varphi ,x\rangle } (où {\displaystyle x\in E}) pour {\displaystyle \varphi (x)}. Cette notation est appelée crochet de dualité.

### Bases duale et antéduale
Si E est de dimension finie n, la représentation matricielle ci-dessus met en évidence que E* est aussi de dimension finie n donc isomorphe à E. Cependant, il n'y a pas d'isomorphisme canonique dans le sens où si E est quelconque, il est nécessaire de se donner une base arbitraire afin de pouvoir définir un isomorphisme le reliant à E*. Si {\displaystyle (e_{1},\ldots ,e_{n})} une base de E, on définit sur celle-ci les formes linéaires notées {\displaystyle (e_{1}^{*},\ldots ,e_{n}^{*})} par :
(où {\displaystyle \delta _{ij}} est le symbole de Kronecker, c'est-à-dire valant 1 si {\displaystyle i=j} et 0 sinon).
Ces formes linéaires sont aussi appelées les projections des coordonnées, l'image d'un vecteur {\displaystyle x} par {\displaystyle e_{i}^{*}} n'est autre que la i-ème coordonnée du vecteur {\displaystyle x} dans la base {\displaystyle (e_{1},\ldots ,e_{n})}. 
Le résultat important est que la famille de formes linéaires {\displaystyle (e_{1}^{*},\ldots ,e_{n}^{*})} forme une base de E* ; on appelle aussi cette base la base duale de la base {\displaystyle (e_{1},\ldots ,e_{n})}.
Inversement, si l'on se donne une base {\displaystyle (f_{1}^{*},\ldots ,f_{n}^{*})} de E*, il existe une unique base {\displaystyle (f_{1},\ldots ,f_{n})} de E telle que :
La base {\displaystyle (f_{1},\ldots ,f_{n})} s'appelle la base antéduale de la base {\displaystyle (f_{1}^{*},\ldots ,f_{n}^{*})}.

## Formes linéaires continues
Si l'on considère un espace vectoriel normé E sur le corps K = ℝ ou ℂ, alors on sait définir la notion de continuité de n'importe quelle application de E dans K ou même dans un autre espace vectoriel normé F. On démontre dans le § « Opérateur borné » de l'article sur les espaces vectoriels normés l'équivalence entre diverses caractérisations de la continuité d'une application linéaire (entre autres : elle est continue si et seulement si elle est bornée sur la boule unité). Si E est de dimension finie, toute application linéaire de E dans F est continue. Si E est de dimension quelconque mais si F = K, on dispose du critère suivant :

Une forme linéaire est continue si (et seulement si) son noyau est fermé.
(Alors que pour qu'une application linéaire de E dans un espace F de dimension infinie soit continue, cette condition — évidemment nécessaire — n'est pas suffisante.)
Les hyperplans fermés sont donc exactement les noyaux de formes linéaires continues non nulles. Les autres hyperplans (les noyaux de formes linéaires discontinues) sont denses.
Il est facile de trouver des exemples concrets de formes linéaires non continues (en), sur des espaces vectoriels normés non complets. Par exemple, sur l'espace des fonctions continues de [–1, 1] dans K et dérivables en 0, muni de la norme de la convergence uniforme, la forme linéaire f ↦ f'(0) n'est pas continue. En revanche, dans certains modèles de la théorie des ensembles sans axiome du choix, toute forme linéaire sur un espace de Banach est continue. Inversement, avec l'axiome du choix, on peut construire, sur tout espace vectoriel normé E de dimension infinie, une forme linéaire non continue : il suffit de choisir une suite de vecteurs unitaires en linéairement indépendants, de la compléter, par une famille (fi)i∈I, en une base de E, et de poser φ(en) = n et (par exemple) φ(fi) = 0.
Le sous-espace vectoriel de E* constitué des formes linéaires continues est appelé le dual topologique de E et noté E'.

### Cas des espaces de Hilbert
On suppose ici que E est un espace de Hilbert (réel ou complexe), dont on note {\displaystyle \langle ,\rangle } le produit scalaire.
Le théorème de représentation de Riesz exprime toute forme linéaire continue sur E via le produit scalaire ; précisément :